# Der gescheiterte Staat
Der gescheiterte Staat (engl. Failed States: The Abuse of Power and the Assault on Democracy) ist der Titel eines 2006 veröffentlichten Buches von Noam Chomsky.
Chomsky beschreibt die Entwicklung der US-amerikanischen Politik der letzten Jahre und kommt zu dem Schluss, dass die zunehmende Missachtung internationaler Verträge und Abmachungen das Scheitern der US-amerikanischen Regierung zeigt. Die Terrorgefahr habe sich erhöht, statt dass sie wie beabsichtigt sank.